# Pedro Albajar Viñas
Pedro Albajar Viñas (Campinas, Sao Paulo, Brasil, 1965) es un médico español y brasileño, arraigado familiarmente en Caldes de Montbui (Cataluña). Es investigador especialista en medicina tropical, técnico del Departamento de Enfermedades Tropicales Desatendidas de la Organización Mundial de la Salud (OMS) en Ginebra y responsable de control de la Enfermedad de Chagas de la OMS.

## Biografía
Pedro Albajar tiene la doble nacionalidad, brasileña y española. Nació en Brasil a raíz de que sus padres, de Caldes de Montbui, se trasladaron para la apertura de una fábrica de una importante empresa catalana. Vivió sus años de niñez en Brasil, aunque la mayor parte de su  juventud  y formación la pasó en Cataluña. Ingressó en la Escolanía de Montserrat entre el 1975 y 1979 (al igual que otros tres hermanos suyos), y es hermano de la abadesa de la comunidad de Sant Benet de Montserrat, Maria del Mar Albajar Viñas.
Es miembro de Caldes Solidaria y vicepresidente de la ONG NeAc (Núcleo de estudios para el Amazonas de Cataluña) que colabora en varios proyectos de desarrollo en Brasil. El 2010 recibió el premio de Cooperación Internacional para el Desarrollo Humano del Consejo Comarcal del Vallés Oriental.

## Formación
Estudió medicina en la Universidad de Barcelona, donde finalizó la licenciatura el 1990. Inmediatamente inició formación específica para trabajar en comunidades del área tropical. Realizó cursos de formación sobre cooperación para el desarrollo organizado por la Fundación CIDOB y el Ministerio de Asuntos exteriores (1990), y sobre cultura indígena (“Antropología, Etnología, Historia, Legislación, y la religión de las culturas indígenas de América”) organizado por Conselho Indigenista Missionário de Rondônia, en Oporto Velho, Rondônia, Brasil (1994). El 1993 obtuvo el Diploma en Medicina tropical por la Universidad de Barcelona y el 1996 el Diploma of Tropical Medicine & Hygiene a The Royal College of Physicians y el Master Science course Infection & Health in the Tropics de la London School of Hygiene and Tropical Medicine de la Universidad de Londres. Se doctoró en Medicina Tropical el 2003 a la Fundación Oswaldo Cruz. Actualmente es profesor invitado de la Universidad de Barcelona y de la Universidad Autónoma de Barcelona, investigador visitante de la Fundación Oswaldo Cruz, Asesor técnico de Médicos Sin Fronteras y Consultor de la Organización Panamericana de Salud.

## Primeros años de trabajo en Amazonia
De 1993 a 1995 tuvo su primera experiencia de trabajo en la Región Sur. Estuvo durante dos años en un hospital rural, en el Estado de Rondônia (Brasil), en una comunidad rural, donde atendía, él solo, un servicio de preparto y tocología, realizaba la atención maternoinfantil y al mismo tiempo formaba a los trabajadores de la salud, atendía niños con lesiones cerebrales y realizaba asistencia y educación para la salud a toda la comunidad. Durante su estancia en Rondônia, el 1995, coordinó su primer proyecto de cooperación en colaboración con el Vallés Oriental, el proyecto "Filtros de água", con el cual se destinaron 629.080 ptas. para adquirir 520 filtros de potabilización de agua. El trabajo fue financiado por las parroquias de Santa Eulàlia y Caldes de Montbui y por Caldes Solidaria.
De 1999 a 2007 trabajó en la Fundación Oswaldo Cruz (FIOCRUZ), investigando sobre la enfermedad de Chagas. Para llevar a cabo este trabajo se desplazó a las comunidades de Río Negro, en plena selva amazònica, tomando como base la ciudad de Barcelos. En Barcelos, además de su trabajo científico, impulsó varios proyectos de desarrollo. Alguno de estos son: "Farmácia Caseira Comunitária Ternura da Naturaza", en 2000 (reforma y renovación de la farmacia comunitaria y capacitación de agentes de salud); "Amazonas e Vida - Saúde-Meio Ambiento-Cidadania", en 2001 (edición de pequeños libros sobre alimentación natural, fitoterapia y manual de salud para las mujeres); proyectos ASIBA, de 1999 a 2005, donde jugó un rol fundamental en la creación de la Asociación Indígena de Barcelos (ASIBA), desde formación para sus dirigentes hasta proyectos de producción agrícola, con el apoyo de las ONG Caldes Solidaria y NeAc, y con la colaboración de la Universidad Politécnica de Cataluña. El principal objetivo de este proyecto es la lucha por el rescate de la identidad y ciudadanía indígena, y el desarrollo de alternativas económicas que preserven el medio natural. También de 2001 a 2009, fue uno de los responsables del desarrollo del Plan de Salud del parque nacional de Jaú, con el apoyo de organizaciones no gubernamentales, donde vive una población bastante aislada, sin prácticamente servicios.

## Trabajo actual en la OMS
Desde 2008 trabaja para la Organización Mundial de la Salud, con sede en Ginebra, como coordinador de la lucha contra la enfermedad de Chagas, impulsando un programa a nivel mundial. Gracias a su trabajo de doctorado se ha convertido en uno de los científicos mundiales más reconocidos sobre la Enfermedad de Chagas, una dolencia que forma parte de las llamadas Enfermedades tropicales desatendidas, dolencias que causan estragos entre la población más empobrecida del planeta, contra las cuales ha habido poca o nula investigación.